# مقاطعة روصو
روصو هي مقاطعة تابعة إداريًا لولاية الترارزة في موريتانيا.

## قائمة البلديات في المقاطعة
تتكون المقاطعة من بلديتين :
- روصو
- جدر المحكن

## السكان
بلغ عدد سكان المقاطعة 55 554 نسمة (26 985 ذكر و28 569 أنثى)وفق تعداد سنة 2000.
| رمز | المقاطعة | المساحة كم2 | السكان | السكان | السكان |
| رمز | المقاطعة | المساحة كم2 | 1988   | 2000   | 2013   |
| --- | -------- | ----------- | ------ | ------ | ------ |
| 66  | روصو     | 1 305       | 52 501 | 55 554 | 57 726 |